# Carl Wassenegger
Carl Wassenegger, veraltet auch: Karl Wassenegger, (* 15. Juli 1862 in München; † 26. Dezember 1931 ebenda) war ein deutscher Karikaturist, Zeichner und Maler der Romantik und des Biedermeier.

## Leben und Wirken
Carl Wassenegger wuchs im Thal Nr. 35 und 36 in München auf. Sein Vater, der bürgerliche Kupferschmied Franz Paul war ab 1848 Münchner Kunstverein aktiv. Carl Wassenegger war mit dem akademischen Maler Glasmaler Philipp Sutner sowie dem Illustrator und Maler Wilhelm Irlinger verwandt.

## Werk

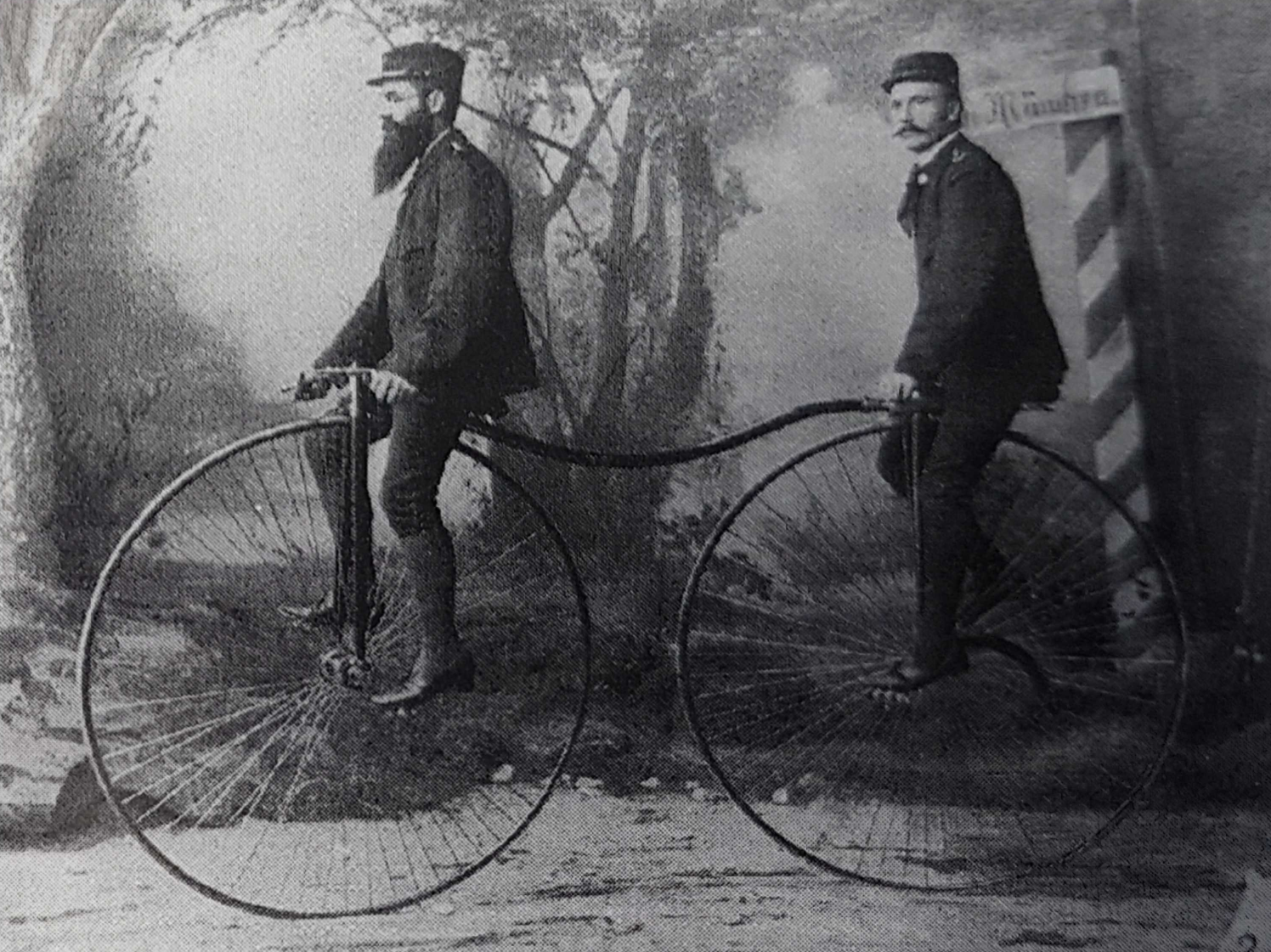
Der Münchner Fahrradhersteller Jean Strobel (l.) und Künstler Carl Wassenegger (r.) auf dem Hochradtandem.

Carl Wasseneggers Illustrationen in Form von Titelgestaltung und Karikaturen erschienen u. a. ab der Erstausgabe am 1. Oktober 1887 in dem von Heinrich Hildebrand (1894 Initiator des ersten Motorrads Hildebrand-Wolfmüller) gegründeten Magazins „Radfahr-Humor“ und dessen Beilage Rundschau Fabrication und Handel, für das später auch Emil Kneiß zeichnete. Als Mitglied der Wallberger  schenkte Wassenegger dem Verein 1892 etwa eine Zeichnung für die Sammelliste zum Wallbergkreuz.
In der Heustraße 15 in München betrieb der Maler sein Atelier. Er fertigte Tusche-Zeichnungen, Karikaturen und Ölgemälde an, etwa das Gemälde Ein Hase (13,5 × 10,5 cm), das im Winckelmann-Museum Stendal hängt.